# Quinto Fabio Labeone
Quinto Fabio Labeone (in latino Quintus Fabius Labeo; fl. II secolo a.C.) è stato un politico e generale romano.

## Biografia
Viene menzionato per la prima volta nel 196 a.C. quando fu questore con Lucio Aurelio; l'atto più significativo di tale anno fu la dura lotta dei due questori contro gli auguri, i quali fino a quella data erano esentati dal pagamento di un particolare tributo. I due questori riuscirono a costringere gli auguri al pagamento anche della relativa mora.
Nel 189 a.C. fu nominato pretore e gli fu affidato il comando della flotta. Desideroso di mettersi in mostra, fece muovere la flotta da Efeso a Creta, dove gli era stato riferito che numerosi cittadini romani si trovano in stato di schiavitù. Solo la città di Gortina gli diede i cittadini romani tenuti in prigionia, addirittura ben 4.000 persone, secondo Valerio Antias. Questo fatto gli permise di chiedere che gli venisse tributato un trionfo, che però non ottenne. Successivamente con tre navi si presentò in Macedonia, chiedendo il ritiro delle guarnigioni seleucidi di Antioco III da Eno e da Maronia. Il trattato che ne seguì fu concluso da Gneo Manlio e, secondo tali patti, Labeone si portò a Patara e distrusse la flotta seleucide ivi ormeggiata. Riuscì ad ottenere il possesso di Telmisso e quindi riportò la sua flotta in Italia. Chiese che gli venisse tributato il trionfo, che vi venne concesso, nonostante l'opposizione dei tribuni delle plebe.
Nel 185 a.C. si candidò al consolato per l'anno successivo, ma fu sconfitto da Publio Claudio Pulcro, grazie soprattutto al fatto che questi aveva ottenuto un forte appoggio dal fratello Appio, console in quell'anno. Nel 184 a.C. fu uno dei triumviri per la fondazione delle colonie di Potentia e di Pesaro nel Piceno.
Fu eletto console nel 183 a.C. con Marco Claudio Marcello ed insieme al collega ottenne la Liguria come provincia da governare e pacificare.
Nel 180 a.C. fu nominato pontefice. Secondo Cicerone durante questi anni fu chiamato dagli abitanti di Napoli e di Nola come arbitro per l'appartenenza di alcuni territori contesi; Labeone riuscì ad ottenere per la repubblica romana una striscia di territorio così da dividere i contendenti.Questo episodio, che è citato da tutti gli storici locali dei paesi vesuviani come atto fondativo del loro territorio, ha, da sempre, suscitato più di una polemica. Secondo alcuni si tratterebbe di un fatto leggendario per attribuirsi "nobili natali"; per altri addirittura non si sarebbe mai verificato. Recentemente sulla rivista "Summana" è apparso un contributo del prof. Parisi Domenico che, pur confermando l'effettiva realtà dell'episodio, avanza l'ipotesi che l'arbitro mandato dal Senato di Roma, per derimere la controversia tra nolani e napoletani, non sarebbe stato il console Quinto Fabio Labeone, ma il pretore peregrino Caio Atinio Labeone nel 195 a.C.